# Barrage Mékinac
Barrage Mékinac är en dammbyggnad i Kanada.   Den ligger i regionen Mauricie och provinsen Québec, i den sydöstra delen av landet, 290 km nordost om huvudstaden Ottawa. Barrage Mékinac ligger 161 meter över havet.
Terrängen runt Barrage Mékinac är kuperad åt sydost, men åt nordväst är den platt. Barrage Mékinac ligger nere i en dal. Trakten runt Barrage Mékinac är nära nog obefolkad, med mindre än två invånare per kvadratkilometer.. 
I omgivningarna runt Barrage Mékinac växer i huvudsak blandskog.